# FinöV
Der Bundesbeschluss über Bau und Finanzierung von Infrastrukturvorhaben des öffentlichen Verkehrs (BRG 96.059), kurz FinöV genannt, ist ein Beschluss der Schweizer Bundesversammlung zu umfassender Modernisierung und Ausbau der Bahninfrastruktur. In einer obligatorischen Volksabstimmung am 29. November 1998 stimmten die Stimmberechtigten dem Bundesbeschluss zu.
Der Beschluss sieht die Umsetzung mehrerer Grossprojekte für rund 30,5 Mrd. Schweizer Franken (Stand 1995) in den folgenden 20 Jahren vor:
- die erste und zweite Etappe der Bahn 2000 mit der Neubaustrecke Mattstetten–Rothrist als Kernstück
- die Neue Eisenbahn-Alpentransversale (NEAT) mit neuem Basistunnel durch Gotthard, Lötschberg, Ceneri und Zimmerberg
- die Anschlüsse der Ost- und Westschweiz an das europäische Hochgeschwindigkeitverkehrs-Netz (auch HGV-Anschluss genannt) sowie
- die Lärmsanierung der Eisenbahnen

Die Finanzierung der 30,5 Milliarden CHF soll aus einem Fonds erfolgen. Dieser sollte gespeist werden durch zwei Drittel der Erträge aus der Leistungsabhängigen Schwerverkehrsabgabe LSVA, Einnahmen aus Mehrwertsteuer, die hierfür befristet bis 2030 um 0,1 Prozentpunkte erhöht wurde, und Mineralölsteuer sowie durch Darlehen des Bundes am Kapitalmarkt. Gemäss der ergänzenden Botschaft FinöV II vom 8. September 2004 sollte jedoch die Finanzierung durch Darlehen wegfallen und alle bestehenden Darlehen zurückbezahlt werden.

## Abgrenzung zum Alpentransit-Beschluss
Die NEAT war grundsätzlich von den Stimmberechtigten bereits in der Volksabstimmung vom 27. September 1992 gutgeheissen worden. Mit der FinöV-Vorlage erfolgte 1998 jedoch eine Redimensionierung des NEAT-Projekts, und dessen Finanzierung wurde neu geregelt.